# Pisani (cognome)
Pisani è un cognome di lingua italiana.

## Varianti
De Pisa, Pisa, Pisana, Pisanelli, Pisanello, Pisaneschi, Pisano, Pisanò, Pisanu.

## Origine e diffusione
Il cognome compare in tutta Italia.
Potrebbe derivare dal toponimo Pisa, ad indicare il luogo di provenienza del capostipite.
In Italia conta circa 3431 presenze.
La variante Pisa ha ceppi nell'alessandrino, in Emilia, basso Lazio, a Napoli e in Sicilia; Pisano è meridionale e sardo; Pisanò, molto raro, è pugliese; De Pisa è prevalentemente romano; Pisana è ragusano; Pisanelli compare tra le province di Lecco e Taranto; Pisanello è leccese; Pisaneschi è tipico del pistoiese.

## Persone
- Arcangelo Pisani – scrittore e commediografo italiano
- Baldassarre Pisani – poeta italiano marinista
- Bruno Pisani – calciatore italiano, di ruolo attaccante

### Pisanu
- Andrea Pisanu – allenatore ed ex calciatore italiano
- Giovanni Pisanu – vescovo cattolico italiano
- Giuseppe Pisanu – politico italiano